# 邹骥

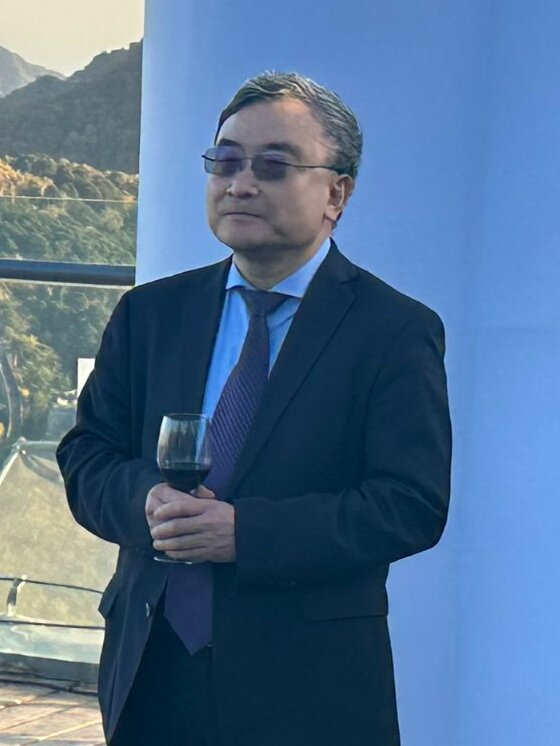
邹骥

邹骥（1961年—），北京人，中国人民大学环境学院副院长，环境经济管理系教授，博导。世界资源研究所中国区首席代表。清华大学环境工程学学士，硕士，中国人民大学经济学博士，伦敦政治经济学院研究员（1995-1996），哈佛大学肯尼迪政府学院访问学者（2007）。
近年来专注于气候变化领域的研究和参与相关的国际事务，现为联合国气候谈判中国政府专家组成员，中国谈判代表团代表，IPCC（政府间气候变化委员会）第三工作组成员，多次接受路透社等国际媒体采访和报道。其领导的人大 Programme of Energy and Climate Economics (PECE) 研究小组在国际气候变化经济领域十分活跃，享有较高声誉。
对人民大学环境学院本科生讲授（主讲）环境管理课程（与庞军，许光清）。
出版有多部著作和报告，并担任英国Climate Policy杂志编委（SSCI刊物）。